# Ширко Юрій Володимирович
Ю́рій Володи́мирович Ширко́ — український політик. Народився 1 травня 1958р. 
З квітня 2002 по березень 2005 — Народний депутат України 4-го скликання, обраний по виборчому округу №153
Рівненська область. Член Української Народної Партії